# David Rumsey (collectionneur)
Pour les articles homonymes, voir David Rumsey et Rumsey.
 (avril 2022).
 (avril 2022).
La mise en forme du texte ne suit pas les recommandations de Wikipédia : il faut le « wikifier ».
Les points d'amélioration suivants sont les cas les plus fréquents :
- Les titres sont pré-formatés par le logiciel. Ils ne sont ni en capitales, ni en gras.
- Le texte ne doit pas être écrit en capitales (les noms de famille non plus), ni en gras, ni en italique, ni en « petit »…
- Le gras n'est utilisé que pour surligner le titre de l'article dans l'introduction, une seule fois.
- L'italique est rarement utilisé : mots en langue étrangère, titres d'œuvres, noms de bateaux, etc.
- Les citations ne sont pas en italique mais en corps de texte normal. Elles sont entourées par des guillemets français : « et ».
- Les listes à puces sont à éviter, des paragraphes rédigés étant largement préférés. Les tableaux sont à réserver à la présentation de données structurées (résultats, etc.).
- Les appels de note de bas de page (petits chiffres en exposant, introduits par l'outil «  Source ») sont à placer entre la fin de phrase et le point final[comme ça].
- Les liens internes (vers d'autres articles de Wikipédia) sont à choisir avec parcimonie. Créez des liens vers des articles approfondissant le sujet. Les termes génériques sans rapport avec le sujet sont à éviter, ainsi que les répétitions de liens vers un même terme.
- Les liens externes sont à placer uniquement dans une section « Liens externes », à la fin de l'article. Ces liens sont à choisir avec parcimonie suivant les règles définies. Si un lien sert de source à l'article, son insertion dans le texte est à faire par les notes de bas de page.
- La présentation des références doit suivre les conventions bibliographiques. Il est recommandé d'utiliser les modèles {{Ouvrage}}, {{Chapitre}}, {{Article}}, {{Lien web}} et/ou {{Bibliographie}}. Le mode d'édition visuel peut mettre en forme automatiquement les références.
- Insérer une infobox (cadre d'informations à droite) n'est pas obligatoire pour parachever la mise en page.

Pour une aide détaillée, merci de consulter Aide:Wikification.
Si vous pensez que ces points ont été résolus, vous pouvez retirer ce bandeau et améliorer la mise en forme d'un autre article.
David Rumsey (né 1944) est un collectionneur de cartes américain et le fondateur de la David Rumsey Historical Map Collection. Il est aussi Président de 'Cartography Associates', une maison d'édition numérique basée à San Francisco.

## Biographie
Rumsey est titulaire d'un Bachelor of Arts et d'un Master of Fine Arts de Université Yale et a été membre fondateur de 'Yale Research Associates in the Arts', également connu sous le nom de PULSA, un groupe d'artistes travaillant avec les technologies électroniques. Il a également été initié en 1966 à la Skull and Bones Society avant de devenir directeur associé de 'American Society for Eastern Arts' à San Francisco. Il a ensuite entamé une carrière de 20 ans dans le développement et le financement immobiliers, au cours desquels il a eu une longue association avec la 'General Atlantic Holding Company' de Charles Feeney à New York et a été président et directeur de plusieurs de ses filiales immobilières; General Atlantic est finalement devenu Atlantic Philanthropies, une fondation philanthropique basée aux Bermudes qui est l'une des plus grandes organisations charitable au monde.

## Collection des cartes
Rumsey a rassemblé plus de 150 000 cartes rares du XVIe au XXIe siècle depuis le début des années 1980, couvrant l'Amérique du Nord, l'Amérique du Sud, l'Europe, l'Asie, l'Afrique, le Pacifique, l'Arctique, l'Antarctique et le monde. La collection comprend des cartes distinctes, des atlas, des globes, des livres de géographie, des livres de voyage (de découverte) et des cartes marines. L'ensemble de la collection est hébergée au 'David Rumsey Map Center' qui a ouvert ses portes le 19 avril 2016 dans la 'Bing Wing of Green Library' de l'Université Stanford. Le centre contient des cartes et des atlas rares, ainsi que des écrans interactifs haute résolution pour visualiser la cartographie numérique. Le site web davidrumsey.com reste une ressource publique distincte.

### Site webdavidrumsey.com
En février 2022, plus de 114 000 éléments numérisés étaient disponibles sur le site web, dont des centaines étaient hébergés via des couches Google Earth. Certaines cartes sont également visibles sur l'île Rumsey Maps dans 'Second Life', ainsi que des SIG 2D et 3D. Une nouvelle recherche 'MapRank' a été ajoutée qui permet une recherche géographique d'environ 60 000 cartes de la collection par emplacement et couverture de la carte. De plus, un outil de géoréférencement a été ajouté qui permet aux utilisateurs du site de géoréférencer et d'afficher n'importe quelle carte de la collection. Le site web dispose de visionneuses supplémentaires de Luna Imaging, Inc, y compris le navigateur LUNA qui ne nécessite aucun plug-in ou logiciel spécial pour afficher la collection, zoomer sur les détails de l'image, créer des diaporamas, des groupes de médias ou des présentations.
Lorsqu'un document est trouvé sur le site web, il est généralement accompagné de métadonnée détaillées, telles que l'auteur, la date de publication, le titre court, le type, les dimensions, les annotations, la zone, le titre complet du document, le titre complet de la publication où il se trouve peut en faire partie avec des annotations et des options de téléchargement.
Pour avoir rendu sa collection de cartes publique gratuite via son site web, Rumsey a reçu un prix honorifique de la Special Libraries Association (SLA) en 2002. Le site web, développé en collaboration avec Luna Imaging et TechEmpower, a remporté le Webby Award pour la réalisation technique en 2002.

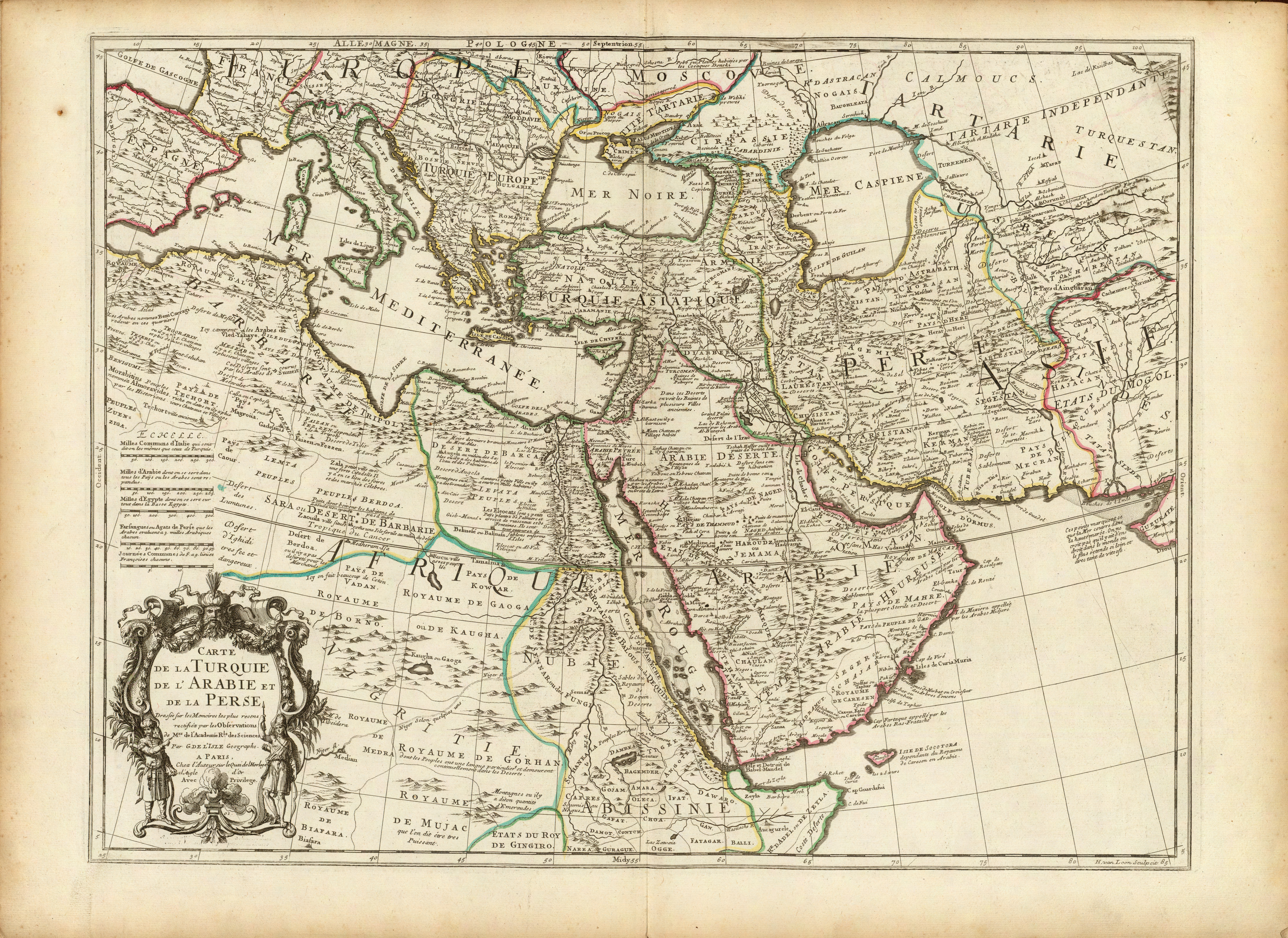
Guillaume de L'Isle. Carte de la Turquie, de l'Arabie et de la Perse, 1701.

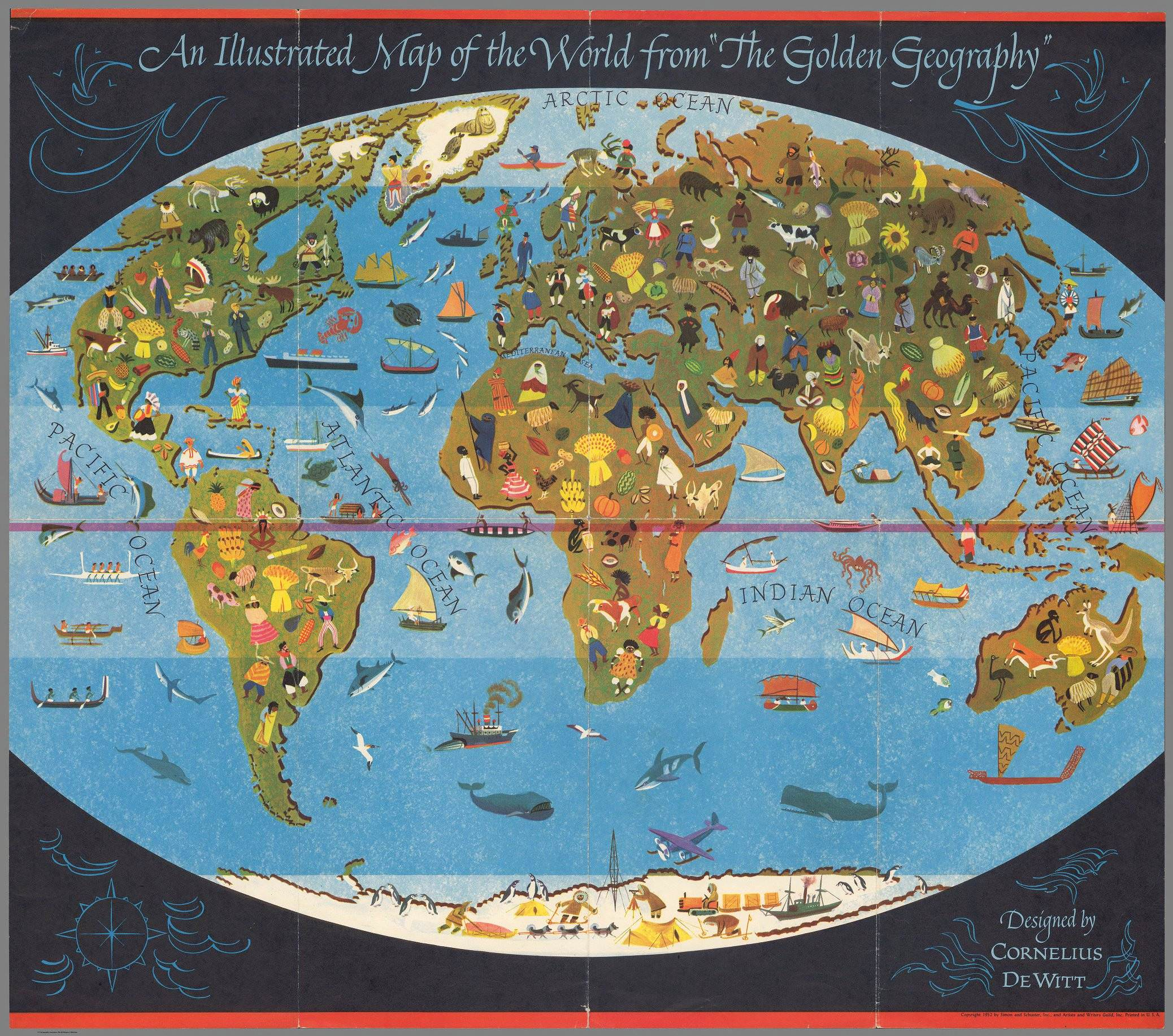
An illustrated map of the world from the Golden Geography, designed by Cornelius de Witt, 1952

## Postes au conseil d’administration
Depuis janvier 2008, David Rumsey est, entre autres, membre du conseil d'administration de:
- John Carter Brown Library
- Internet Archive
- Samuel H. Kress Foundation
- Stanford University Library Advisory Board
- Yale Library Associates (as a trustee)
- The Long Now Foundation
- Council on Library and Information Resources (CLIR)
- American Antiquarian Society